# Cserne (település)
Cserne (szlovákul Čierne) község Szlovákiában, a Zsolnai kerületben, a Csacai járásban.

## Fekvése
Csacától 7 km-re északkeletre fekszik.

## Története
A község nem tekint nagy múltra vissza. Oklevél először csak 1641-ben említi és valószínűleg nem sokkal előbb keletkezhetett a vlach jog alapján. Nevét a szláv crn (= fekete) szóból kapta. 1645-ben 28 család lakta. A 17. században a budatini uradalomhoz tartozott, birtokosai a Podmaniczky, Pongrácz, Thurzó és Szúnyogh családok voltak. 1784-ben 168 házában 1202 lakos élt. Első pecsétje a 18. századból való.
A 18. század végén Vályi András így ír róla: „CSERNE. Tót falu Trentsén Vármegyében, Lengyel Országnak szélén, földes Ura Hertzeg Eszterházy Uraság, lakosai katolikusok, fekszik Szkalikhoz nem meszsze, ’s ennek filiája, Kis Útza Újhelytöl mintegy két, és 1/4. mértföldnyire. Határja középszerű.”
1828-ban 207 háza és 1981 lakosa volt. Lakói a környező nemesi birtokon végzett erdei munkákkal és mezőgazdasággal foglalkoztak. 1835-ben készített pecsétjén SIGILVM PAGI CZERNE felirat olvasható.
Fényes Elek 1851-ben kiadott geográfiai szótárában így ír a faluról: „Cserne, népes tót falu, Trencsén vmgyében, a sziléziai határszélen: 2011 kath., 12 zsidó lak. Kath. paroch. templom. Földje felette sovány, erdeje nagy, legelője hasznos. F. u. h. Eszterházy. Ut. p. Csácsa.”
A trianoni békéig Trencsén vármegye Csacai járásához tartozott.
1938-ban területének egy részét lengyel csapatok foglalták el.

## Népessége
| Év:            | 1994. | 2004.    | 2014.   | 2024.   |
| -------------- | ----- | -------- | ------- | ------- |
| Emberek száma: | 3925  | 4326     | 4405    | 4438    |
| Eltérés:       |       | +10,21 % | +1,82 % | +0,74 % |

| Év:            | 2023. | 2024.   |
| -------------- | ----- | ------- |
| Emberek száma: | 4416  | 4438    |
| Eltérés:       |       | +0,49 % |

1910-ben 1797, túlnyomórészt szlovák anyanyelvű lakosa volt.
2001-ben 4254 lakosából 4190 szlovák volt.
2011-ben 4390 lakosából 4287 szlovák volt.
2021-ben 4419 lakosából 4315 (+8) szlovák, 2 magyar, 38 (+4) egyéb és 64 ismeretlen nemzetiségű volt.

## Nevezetességei
- Szent József tiszteletére szentelt temploma 1888-ban épült.
- A községben két kis kápolna található.
- Az első és második világháború hőseinek emlékművei.